# Pure soul
Pure soul es el quinto álbum lanzado por la banda de rock japonés GLAY. El álbum se aleja un poco del rock y power de la banda que se divisó en sus álbumes anteriores. pure soul, dio a luz un sonido de rock más pop y más rápido. El álbum contiene éxitos como "Yuuwaku", "Soul Love", el clásico en concierto "I'm in Love", y la canción "pure soul". El álbum alcanzó el puesto #1 en las listas de Oricon y vendió cerca de 2 430 000. Fue certificado por la Asociación de la Industria de Grabación de Japón (RIAJ).

## Lista de canciones
1. YOU MAY DREAM
2. biribiri crashmen (ビリビリクラッシュメン?)
3. May Fair
4. SOUL LOVE
5. deatte shimatta futari (出会ってしまった２人)
6. pure soul
7. yuuwaku (誘惑)
8. COME ON!!
9. FRIEDCHICKEN & BEER
10. 3 nen go (３年後)
11. I'm in Love